# Callacanthis burtoni
Pinzão-de-óculos, tentilhão-de-lunetas ou tentilhão-de-óculos (Callacanthis burtoni) é uma espécie de fringilídeos da família Fringillidae. É a única espécie do género Callacanthis.
Pode ser encontrada nos seguintes países: Afeganistão, Índia, Nepal e Paquistão.
Os seus habitats naturais são: florestas temperadas.